# (221944) 2339 T-3
(221944) 2339 T-3 (2339 T-3, 2004 TM303) — астероїд головного поясу, відкритий 16 жовтня 1977 року.
Тіссеранів параметр щодо Юпітера — 3,208.